# Luis Eduardo
Luis Eduardo detto "Maranhão" (6 maggio 1991) è un giocatore di football americano brasiliano, che gioca come runningback per i Timbó Rex.

## Palmarès
- 1 Sulamericano (2023)
- 1 Brasil Bowl (Timbó Rex, 2022)
- 1 2. Lig (Yeditepe Eagles, 2019)